# Radiate Like This
Radiate Like This — четвертий студійний альбом американського інді-рок гурту Warpaint, випущений 6 травня 2022 року на лейблі Heirlooms та Virgin Records. Це перший альбом за шість років, анонсований разом із випуском пісні «Champion». Гурт здійснив тур по Великобританії та Європі на підтримку альбому.

## Список композицій
| #     | Назва              | Тривалість |
| ----- | ------------------ | ---------- |
| 1.    | «Champion»         | 4:39       |
| 2.    | «Hips»             | 3:20       |
| 3.    | «Hard to Tell You» | 5:00       |
| 4.    | «Stevie»           | 4:04       |
| 5.    | «Like Sweetness»   | 3:51       |
| 6.    | «Trouble»          | 3:42       |
| 7.    | «Proof»            | 4:24       |
| 8.    | «Altar»            | 4:07       |
| 9.    | «Melting»          | 5:09       |
| 10.   | «Send Nudes»       | 3:20       |
| 41:36 |                    |            |

## Персоналії
Warpaint
- Емілі Кокал — основний та бек-вокал, гітара, клавішні, електроніка, продюсування
- Дженні Лі Ліндберг — бас, бек- та основний вокал, продюсування
- Тереза Вейман — основний та бек-вокал, гітара, синтезатор, продюсування
- Стелла Мозгава — барабани, клавішні, бек-вокал, продюсування

Сесійні музиканти
- Ванесса Фріберн-Сміт — струнні на «Trouble»

Студійний персонал
- Сем Петтс-Девіс — продюсування, звукоінженер, зведення
- Такер Мартін — зведення, додаткове продюсування (2–4, 6–9)
- Юен Пірсон — зведення (1)
- Іван Веймен — зведення, додаткове продюсування (10)
- Джон Конглтон — додаткове продюсування та звукоінженер (5, 9)
- Емілі Лазар — мастерінг

Дизайн
- Ikhoor Studio — дизайн, макет
- Джейсан Рікардс — обкладинка, фото